# Phymatoctenus
Phymatoctenus is een geslacht van spinnen uit de  familie van de Ctenidae (kamspinnen).

## Soorten
- Phymatoctenus comosus Simon, 1897
- Phymatoctenus sassii Reimoser, 1939
- Phymatoctenus tristani Reimoser, 1939